# Coenraad van Heemskerck
Coenraad van Heemskerck (ur. 1646 w Hadze, zm. 1702) – holenderski dyplomata i polityk.
W roku 1672 wyposażył statek z 50 marynarzami na własny koszt i walczył jako jego kapitan w bitwie o zatokę Sole.  Jeszcze w 1672 roku został sekretarzem w magistracie Amsterdamu, a potem Pensjonariuszem Amsterdamu (1673) i członkiem prowincjonalnej egzekutywy (1679).
W latach 1698–1701 ambasador Holandii w Paryżu.  Wcześniej wielokrotny poseł holenderski u cesarza rzymskiego (1690-1697) i w Turcji (1692-1694). Nie był rezydentem lecz wysłannikiem. Jako ambasador w Wiedniu, mediował między cesarzem i sułtanem (1690).
Po traktacie w Rijswijk w 1697 został ambasadorem we Francji, lecz odwołano go gdy Ludwik XIV uznał, że  Jakub Franciszek Edward Stuart jest prawowitym władcą Anglii (jako Jakub III Stuart) - podówczas sojusznika Holandii, której stadhouder Wilhelm III Orański, wróg Ludwika właśnie panował nad Tamizą.
Jego żoną została Cornelia Pauw (ur. 1648).
W roku 1983 wydano jego dokumenty pt: Inventaris van gezantschapsarchieven van Coenraad van Heemskerck.

## Literatura
- Thomassen, Th. Inventaris van gezantschapsarchieven van Coenraad van Heemskerck. Voornamelijk van zijn gezantschappen naar de Duitse keizer (1690-1697). Turkije (1692-1694) en Frankrijk (1698-1701). Den Haag, AR. 1983.